# Villa Reinhold Richter
 (septembre 2020).
La villa Reinhold Richter à Łódź (située dans un parc nommé d'après l'évêque Michał Klepacz (pl)) est aujourd'hui le bureau du recteur de l'université polytechnique de Łódź.

## Histoire
La villa a été construite par l'architecte Ignace Stebelski dans les années 1903-1904. Le bâtiment a été conçu en fonction des exemples allemand et anglais d'architecture « irrégulière », pour Reinhold Richter. Son frère, Joseph Richter, avait fait construire sa villa dans les environs, quelques années plus tôt, de sorte que le parc a relié les deux bâtiments.

## Usages
Après la mort de Reinhold Richter en 1930, son épouse Mathilde, et leurs cinq enfants, sont devenus copropriétaires de la villa. Après la guerre, la villa a été reprise par l'Association des travailleurs des universités. De 1951 à 1956, elle a abrité le Centre préparatoire pour les hautes écoles. Le 23 novembre 1954, l'immeuble a été transféré à l'université polytechnique de Łódź. De 1969 à 1976, la villa a abrité le Département des publications de la faculté. En 1977, il a été décidé que le bâtiment serait utilisé comme bureau du recteur principal. Le transfert officiel de l'édifice a eu lieu pour le 40e anniversaire de l'université polytechnique, le 24 mai 1985.